# Joan I de Borgonya
Joan I de Borgonya (francès: Jean Ier de Bourgogne)  (Dijon, 28 de maig de 1371 - Montereau-Fault-Yonne, 10 de setembre de 1419) va ser duc de Borgonya (1404-1419) i comte de Borgonya, Flandes i d'Artois (1405-1419). Descendent de la família reial francesa que va governar l'estat de Borgonya des del 1404 fins a la seva mort el 1419. Va tenir un paper clau en els afers nacionals francesos durant el segle XV, especialment en les lluites per governar el país pel seu cosí el rei Carles VI, malalt mental, i la Guerra dels Cent Anys amb Anglaterra. Un polític temerari, despietat i sense escrúpols, Joan va assassinar el germà del rei, el duc d'Orleans, en un intent d'aconseguir el control del govern, cosa que va provocar l'esclat de la guerra civil Armagnac-Borgonya a França i, al seu torn, va culminar amb la seu propi assassinat el 1419.

## Biografia
Nasqué el 28 de maig de 1371 a Dijon sent el fill primogènit del duc Felip II de Borgonya i la seva esposa, la comtessa Margarida III de Flandes. Era net per línia paterna de Joan II de França i Bonna de Luxemburg, i de Lluís II de Flandes i Margarida de Brabant.

## Núpcies i descendents
Es casà el 12 d'abril de 1385 a Cambrai amb Margarida de Baviera-Straubing, filla del comte Albert I d'Holanda. D'aquesta unió nasqueren:
- la infanta Margarida de Borgonya (1394-1441), casada el 1404 amb LLuís de Valois, delfí i fill de Carles VI de França, i el 1422 amb el futur duc Artur III de Bretanya
- la infanta Caterina de Borgonya (1391-1414)[3]
- la infanta Maria de Borgonya (1393-1463), casada el 1406 amb Adolf II de Cleves[4]
- l'infant Felip III de Borgonya (1396-1467), duc de Borgonya[5]
- la infanta Isabel de Borgonya (?-1412), casada el 1406 amb Olivier de Châtillon-Blois[3]
- la infanta Joana de Borgonya (1399-?), morta jove[3]
- la infanta Anna de Borgonya (1404-1432) casada amb Joan de Bedford[4]
- la infanta Agnès de Borgonya (1407-1476), casada el 1425 amb el duc Carles I de Borbó[4]

## Lluites amb els Orleans
Joan I de Borgonya fou designat duc de Borgonya el 1404 iniciant així un conflicte amb el seu cosí Lluís I d'Orleans, germà del rei Carles VI de França. Les lluites estigueren orientades a poder aconseguir el poder reial, degut a la greu malaltia mental del rei francès, el qual deixà un gran buit de poder.
Joan I de Borgonya intentà aconseguir el favor reial de la reina consort, Elisabet de Baviera, convertint-se en el seu amant. L'assassinat de Lluís I el 1407, per iniciativa de Joan I, comportà la victòria dels Borgonyons per davant dels Orleanistes. El rei francès, posteriorment, absoldrà Joan I de l'assassinat i el comminarà a reconciliar-se amb el fill de Lluís I, Carles I d'Orleans.

## Lluita amb els Armanyac
Després de la mort de Lluís I els partidaris de Bernat VII d'Armanyac s'aliaren amb l'hereu de Lluís, oposant-se de nou a Joan I de Borgonya. La pau definitiva fou signada el 1410.
En aquells moments Enric V d'Anglaterra ocupà França i intentà un atac a París. Participà en les negociacions de pau amb el rei anglès, del qual era partidari. En la batalla d'Agincourt de 1415 les tropes del ducat de Borgonya no hi participaren, no fent cas de les peticions d'auxili del rei francès.

## Lluites amb el delfí
El 30 de maig de 1418, en lluites encara amb el rei francès, Joan I de Borgonya aconseguí capturar la ciutat de París. Aquesta ocupació es feu, però, després de la marxa de la ciutat del delfí francès, el futur Carles VII de França.
El 1419 amb la major part del nord de França ocupada pels anglesos i amb París en mans borgonyones, el delfí es veié obligat a realitzar una reconciliació amb Joan I. El delfí intentà pactar una primera reunió a Melun, i veient que Joan I l'acceptà la canvià per una altra a Montereau el 10 de setembre. Per aquesta nova cita el delfí planejà la mort del duc de Borgonya, així el va convèncer de realitzar aquesta trobada política i Joan I fou mort al pont d'aquesta població francesa pels escortes del delfí.